# Atletica leggera ai Giochi della XVIII Olimpiade - Salto in alto femminile

Video della Finale (immagini in B/N)

## L'eccellenza mondiale
| Campionessa olimpica 1960 | 1,85      | Iolanda Balaș | Presente |
| Primatista mondiale       | 1,91 1961 | Iolanda Balaș | Presente |
| Campionessa europea 1962  | 1,83      | Iolanda Balaș | Presente |

## Gara
A 1,68 m la prova di qualificazione viene sospesa permettendo a 15 atlete di accedere alla finale.

La dominatrice assoluta della scena mondiale dal 1958, Iolanda Balaș, non ha rivali. Facendo una gara a sé distaccando di 10 cm la seconda classificata, migliora il record olimpico di 5 cm secchi.

## Risultati

### Turno eliminatorio
Giovedì 15 ottobre 1964, ore 10:00.
Qualificazione1,70 m (Q) o le migliori 12 atlete classificate (q)
| Pos | Atleta              | Nazione          | Salti | Salti | Salti | Salti | Salti | Uscita | Note |
| Pos | Atleta              | Nazione          | 1,55  | 1,60  | 1,65  | 1,68  | 1,70  | Uscita | Note |
| --- | ------------------- | ---------------- | ----- | ----- | ----- | ----- | ----- | ------ | ---- |
| 1   | Iolanda Balaș       | Romania          | –     | –     | O     | –     | O     | 1,70   | Q    |
| 1   | Michele Mason-Brown | Australia        | –     | –     | O     | –     | O     | 1,70   | Q    |
| 1   | Dianne Gerace       | Canada           | –     | –     | O     | –     | O     | 1,70   | Q    |
| 1   | Frances Slaap       | Stati Uniti      | –     | O     | O     | –     | O     | 1,70   | Q    |
| 1   | Jarosława Bieda     | Polonia          | –     | O     | O     | O     | O     | 1,70   | Q    |
| 1   | Aída dos Santos     | Brasile          | –     | O     | O     | O     | O     | 1,70   | Q    |
| 1   | Robyn Woodhouse     | Australia        | O     | O     | O     | O     | O     | 1,70   | Q    |
| 8   | Olga Gere-Pulić     | Jugoslavia       | –     | XO    | XO    | O     | O     | 1,70   | Q    |
| 9   | Eleanor Montgomery  | Stati Uniti      | –     | –     | O     | XXO   | O     | 1,70   | Q    |
| 10  | Taïsija Čenčyk      | Unione Sovietica | –     | O     | O     | O     | XO    | 1,70   | Q    |
| 11  | Gerda Kupferschmied | Germania         | –     | O     | XO    | XO    | XO    | 1,70   | Q    |
| 12  | Karin Rüger         | Germania         | O     | O     | XO    | O     | XXX   | 1,68   | q    |
| 13  | Terrezene Brown     | Stati Uniti      | –     | –     | O     | XO    | XXX   | 1,68   | q    |
| 14  | Ulla Flegel         | Austria          | XO    | O     | XXO   | XO    | XXX   | 1,68   | q    |
| 15  | Leena Kaarna        | Finlandia        | O     | O     | XO    | XXO   | XXX   | 1,68   | q    |
| 16  | Galina Kostenko     | Unione Sovietica | O     | O     | O     | XXX   |       | 1,65   |      |
| 16  | Gwenda Mathews      | Gran Bretagna    | O     | O     | O     | XXX   |       | 1,65   |      |
| 18  | Amelia Okoli        | Nigeria          | –     | XO    | O     | XXX   |       | 1,65   |      |
| 19  | Estelle Baskerville | Stati Uniti      | O     | O     | XO    | XXX   |       | 1,65   |      |
| 19  | Michel Lamdani      | Israele          | O     | O     | XO    | XXX   |       | 1,65   |      |
| 21  | Liese Sykora        | Austria          | XO    | XXO   | XXO   | XXX   |       | 1,65   |      |
| 22  | Linda Knowles       | Gran Bretagna    | O     | O     | XXX   |       |       | 1,60   |      |
| 23  | Mitsuko Torii       | Giappone         | O     | XO    | XXX   |       |       | 1,60   |      |
| 24  | Lolita Lagrosas     | Filippine        | O     | XXX   |       |       |       | 1,55   |      |
| –   | Nazli Bayat-Makou   | Iran             | XXX   |       |       |       |       | NM     |      |
| –   | Tigapan Leenasen    | Thailandia       | XXX   |       |       |       |       | NM     |      |
| –   | Doris Langer        | Germania         |       |       |       |       |       | NP     |      |

### Finale
Giovedì 15 ottobre 1964, ore 14:00.
| Pos | Atleta              | Età | Nazione          | Salti | Salti | Salti | Salti | Salti | Salti | Salti | Salti | Salti | Salti | Salti | Salti | Misura | Note            |
| Pos | Atleta              | Età | Nazione          | 1,55  | 1,60  | 1,65  | 1,68  | 1,71  | 1,74  | 1,76  | 1,78  | 1,80  | 1,82  | 1,86  | 1,90  | Misura | Note            |
| --- | ------------------- | --- | ---------------- | ----- | ----- | ----- | ----- | ----- | ----- | ----- | ----- | ----- | ----- | ----- | ----- | ------ | --------------- |
|     | Iolanda Balaș       | 28  | Romania          | –     | –     | O     | –     | O     | –     | O     | O     | O     | O     | O     | O     | 1,90   | Record olimpico |
|     | Michele Mason-Brown | 25  | Australia        | –     | –     | O     | –     | O     | –     | O     | XO    | XO    | XXX   |       |       | 1,80   |                 |
|     | Taïsija Čenčyk      | 28  | Unione Sovietica | –     | –     | O     | O     | XO    | O     | XXO   | O     | XXX   |       |       |       | 1,78   |                 |
| 4   | Aída dos Santos     | 27  | Brasile          | –     | O     | O     | O     | O     | O     | XXX   |       |       |       |       |       | 1,74   |                 |
| 5   | Dianne Gerace       | 21  | Canada           | –     | –     | O     | –     | O     | XXX   |       |       |       |       |       |       | 1,71   |                 |
| 6   | Frances Slaap       | 23  | Gran Bretagna    | –     | –     | O     | O     | O     | XXX   |       |       |       |       |       |       | 1,71   |                 |
| 7   | Olga Gere-Pulić     | 22  | Jugoslavia       | –     | O     | O     | O     | O     | XXX   |       |       |       |       |       |       | 1,71   |                 |
| 8   | Eleanor Montgomery  | 18  | Stati Uniti      | –     | –     | XO    | XO    | O     | XXX   |       |       |       |       |       |       | 1,71   |                 |
| 9   | Karin Rüger         | 20  | Germania         | –     | O     | XO    | XO    | XO    | XXX   |       |       |       |       |       |       | 1,71   |                 |
| 10  | Jarosława Bieda     | 27  | Polonia          | –     | O     | O     | XO    | XXO   | XXX   |       |       |       |       |       |       | 1,71   |                 |
| 11  | Robyn Woodhouse     | 21  | Australia        | O     | O     | O     | XO    | XXO   | XXX   |       |       |       |       |       |       | 1,71   |                 |
| 12  | Gerda Kupferschmied | 22  | Germania         | –     | O     | O     | O     | XXX   |       |       |       |       |       |       |       | 1,68   |                 |
| 13  | Leena Kaarna        | 25  | Finlandia        | O     | XO    | XO    | XXX   |       |       |       |       |       |       |       |       | 1,65   |                 |
| NC  | Ulla Flegel         | 25  | Austria          | –     | –     | XXX   |       |       |       |       |       |       |       |       |       | NM     |                 |
| NC  | Terrezene Brown     | 27  | Stati Uniti      | –     | –     | XXX   |       |       |       |       |       |       |       |       |       | NM     |                 |